# Падура, Фома
Фома́ Паду́ра (пол. Tómasz Padúrra, То́маш Паду́рра или Тымко́ Паду́рра, как он сам себя называл, 21 декабря 1801 — 20 сентября 1871) — украинско-польский поэт, один из представителей украинской школы польского романтизма.

## Биография
Родился Фома 21 декабря 1801 года в городе Ильинцы, Киевской губ., в небогатой украинской по происхождению, но давно ополячившейся шляхетской семье. Предки его переселились в Речь Посполитую из Закарпатья в 40-х годах XVII века, несли военную службу и получили шляхетское звание и герб Сас. Ян, отец Фомы, окончил иезуитское училище и получил в 1790 году от короля Станислава Августа диплом на звание коморника или присяжного землемера. Женившись на Анели, урождённой Панковской (по гербу Задора) из Плоцка, проживал в Ильинцах, где у него был домик и небольшой удел земли.
Первоначальное образование Фома получил в родительском доме и в приходском училище в Ильинцах, где одним из сотоварищей его был известный польский поэт Северин Гощинский. Оба они посещали тоже среднее учебное заведение в Виннице. В 1820 г. определился в секретари к Вележинскому, инспектору училищ, но оставался при нём недолго: он предпочел поступить в кременецкий лицей, в котором усердно изучал польскую и иностранные литературы, в особенности же произведения Байрона и Оссиана. Первые поэтические опыты Падуры на украинском языке начинаются ещё во время пребывания его в лицее. Тогда же он познакомился с Ходаковским, от которого получил записи дум и преданий.
Падура часто импровизировал стихотворения наподобие народных эпических певцов. Главной темой было воспевание подвигов лихого, разгульного казачества, рассматриваемого с чисто польской точки зрения, его кровопролитные сражения и походы. Произведения свои он писал на украинской латинице. Романтическое увлечение малорусской народностью и казачеством создало среди поляков политическую теорию так называемого «казакофильства», или «хлопоманства».
В начале 1825 года Падура участвовал в работе совместного съезда Польского патриотического общества кн. Антона Яблоновского, и русских декабристов в Житомире. На этом «славянском собрании» присутствовал и К. Ф. Рылеев. На съезде был одобрен вопрос о независимости Малороссии, что поляки считали необходимым «для дела общей свободы». Падура, главный оратор на эту тему, предложил для украинского национализма форму старого казачьего. По его мнению, верным средством поднять народ было — напомнить ему казацкую славу.
Вскоре он сошёлся с волынским помещиком, одним из любопытнейших польских авантюристов, романтиком «Эмиром» Вацлавом Ржевусским. Ржевусский много странствовал по Востоку и Падура посвятил ему стихотворение «Золотая борода». Под живым ещё впечатлением жизни, проведенной в Аравии, жизни, полной дикой свободы, беспокойный дух эмира под влиянием Падуры нашёл Аравию в преданиях казачества. В непродолжительное время дом эмира наполнился казаками; арабские лошади, сбруя, вооружение стали служить декорациями для новой картины, Эмир стал исполнять роль малороссийского гетмана.
В имении Ржевусского поэт основал специальную школу лирников и торбанистов, воспевавших былые казацкие подвиги. В школе собранных «народных» певцов обучали игре на торбане и текстам казачьих песен, сочиненных Падурой и положенных на музыку Ржевусским. Искусственные думы Падуры и его учеников распространялись при дворах Волынских магнатов. Подготовив целую партию таких певцов, они пустили их также по кабакам, вечерницам и прочим сборищам простого люда, эти песни имели успех и некоторые из них стали народными, в частности песня об Устиме Кармалюке «За Сибіром Сонце Сходить» и «Гей, Соколы». Через Ржевусского Падура познакомился с Потоцкими, Сангушками, Заборовскими, Олизаровским и другими, в домах которых он проживал всю свою жизнь.
В 1828 году Падура путешествовал по местам бывшей сечи Запорожской и на левый берег Днепра с целью пропаганды казацких и вместе с тем полонофильских идей. Участвовал в польском восстании 1830—1831, сражался в отряде Ржевусского. После поражения восстания жил в своей усадьбе в Махновке, возле Бердичева. Был воспитателем сыновей Пиюса Борейко с Пиковая. В 1844 г. посетил Варшаву (где издал сборник своих стихов и песен «Украинки»), а в 1848 участвовал в панславянском съезде в Праге в качестве делегата от Польши.
Умер Падура 8 (20) сентября 1871 года в Казатине, в доме друга своего Мариана Васютинского, похоронен в Махновке.

## Творчество
Поляк по происхождению и убеждениям, лучшие свои думы и песни Падура написал на украинском языке, употребляя при этом польскую азбуку и образуя таким образом особую отрасль польской украинской школы. По оценке биографического словаря Половцева, «Язык произведений Падуры, смесь польского с малорусским — местами звучный и красивый, особенно в думах, местами исковерканный в угоду стихосложению». Он сам составлял к своим песням мелодии или напевы; к лучшим принадлежат: «Лирник», «Запорожец», «Золотая борода», «Гетманци», «Рожинский». Одна из первых печатных публикаций стихотворения «Казак» — в тексте «Грамматики русской» Иосифа Левицкого (Львов, 1830, на немецком языке). Позже Падура публиковал это стихотворение в значительно переработанном виде.
Часть песен Падуры вместе с другими народными песнями была издана Яблонским во Львове в 1842 г. под загл.: «Pienia Tomasza Padurry». Под собственной авторской редакцией вышел сборник «Ukrainky z nutoju Tymka Padurry» (Варшава, 1844), состоящий из 12 малорусских стихотворений, с польским переводом самого поэта и с нотами по транскрипции Карла Липинского. К некоторым своим текстам Падура сам сочинял мелодии, а его «Лирника» положил на музыку Николай Лысенко.
Падура написал поэму «Kudak» u «Hostyna и Iwoni», эпическую поэму «Roman z Koszyry»; занимался переводами на малорусский язык произведений Байрона и поэмы Мицкевича «Конрад Валленрод». Рукописи этих произведений не сохранились (как считается, они были украдены за границей в 1848 г.). Падура сочинил также поэму «Путешествие Чайльд-Гарольда по славянским землям». На польском языке он написал несколько случайных стихотворений и исторических статей; лучшая из них «Mazepa» («Biblioteka Ossolińskich», 1864). Уже после смерти автора в Львове вышли «Pyśma Tymka Padurry. Wydanie posmertne z awtohrafiw» (1874) — полное собрание его поэтических и прозаических произведений, в котором наряду со всеми текстами на малорусском языке (в латинской транскрипции) подавались их переводы на польский.
Стихотворения и думы Падуры встречали благоприятные отзывы в польской литературе и пользовались некоторое время в польском обществе популярностью. Напротив того, критики малорусские находили в них искусственное одушевление, неверное освещение исторической жизни малорусского народа, обвиняли даже Падуру в незнании малорусского языка.

## Произведения
- «Pienia Tomasza Padurry», сборник стихотворений, Львов, 1842
- «Ukrainki», сборник стихотворений, Варшава, 1844
- Песня «Hej Sokoły», её мелодия использована в фильме Ежи Гофмана «Огнём и мечом».